# No Sleep 'til Hammersmith
No Sleep 'til Hammersmith -En español: Sin dormir hasta Hammersmith- es el primer álbum en vivo de la banda británica de rock Motörhead, lanzado el 22 de junio de 1981, por Bronze Records. El álbum alcanzó el primer puesto en las listas británicas.
Motörhead bautizó sus demostraciones en vivo en 1981 The Short, Sharp, Pain In The Neck tour.

## Lista de canciones
La versión CD viene con dos bonus tracks:
1. "Over The Top" (3:04)
2. "Capricorn (Alternate Version)" (4:54)
3. "Train Kept-a-Rollin'" (2:44)

La reedición en 2001 viene con 1 Cd de colección y 7 canciones más para el CD original No sleep..
Bonus para el primer CD:
1. "Over The Top" (2:57)
2. "Shoot You In The Back" (2:43)
3. "Jailbait" (3:34)
4. "Leaving Here" (2:48)
5. "Fire Fire" (2:55)
6. "Too Late, Too Late" (3:04)
7. "Bite The Bullet/The Chase Is Better Than The Catch" (6:39)

Canciones del segundo CD (grabadas recientemente):
1. "Ace of Spades" (2:48)
2. "Stay Clean" (2:54)
3. "Metropolis" (3:46)
4. "The Hammer" (3:01)
5. "Capricorn" (5:00)
6. "No Class" (2:44)
7. "(We Are) The Roadcrew" (3:31)
8. "Bite The Bullet/The Chase Is Better Than The Catch" (6:07)
9. "Overkill" (4:53)
10. "Bomber" (3:26)
11. "Motörhead" (5:35)

1. "Ace of Spades" 02:57
2. "Stay Clean" 02:52
3. "Metropolis" 03:25
4. "The Hammer" 03:04
5. "Iron Horse - Born To Lose" 03:52
6. "No Class" 02:49
7. "Overkill" 04:45
8. "(We Are) The Road Crew" 04:01
9. "Capricorn" 04:43
10. "Bomber" 03:20
11. "Motörhead" 5:35

## Créditos
- Lemmy - vocalista, bajo
- Eddie Clarke - guitarra
- Phil "Philty Animal" Taylor - batería